# Oberkirchen (Gemeinde Groß Gerungs)
Oberkirchen ist eine Ortschaft und eine Katastralgemeinde der Stadtgemeinde Groß Gerungs im Bezirk Zwettl in Niederösterreich.

## Geografie
Das Dorf befindet sich nordwestlich von Groß Gerungs und besteht weiters aus der Rotte Erlenbach.

## Geschichte
Laut Adressbuch von Österreich waren im Jahr 1938 in der Ortsgemeinde Oberkirchen ein Gastwirt, zwei Gemischtwarenhändler, eine Mühle, ein Mühlenbauer, ein Sägewerk, ein Schmied, ein Schneider und drei Schneiderinnen, zwei Viehhändler, ein Wagner und einige Landwirte ansässig.

### Siedlungsentwicklung
Zum Jahreswechsel 1979/1980 befanden sich in der Katastralgemeinde Oberkirchen insgesamt 19 Bauflächen mit 9.023 m² und 20 Gärten auf 3.993 m², 1989/1990 gab es 19 Bauflächen. 1999/2000 war die Zahl der Bauflächen auf 68 angewachsen und 2009/2010 bestanden 28 Gebäude auf 68 Bauflächen.

## Kultur und Sehenswürdigkeiten

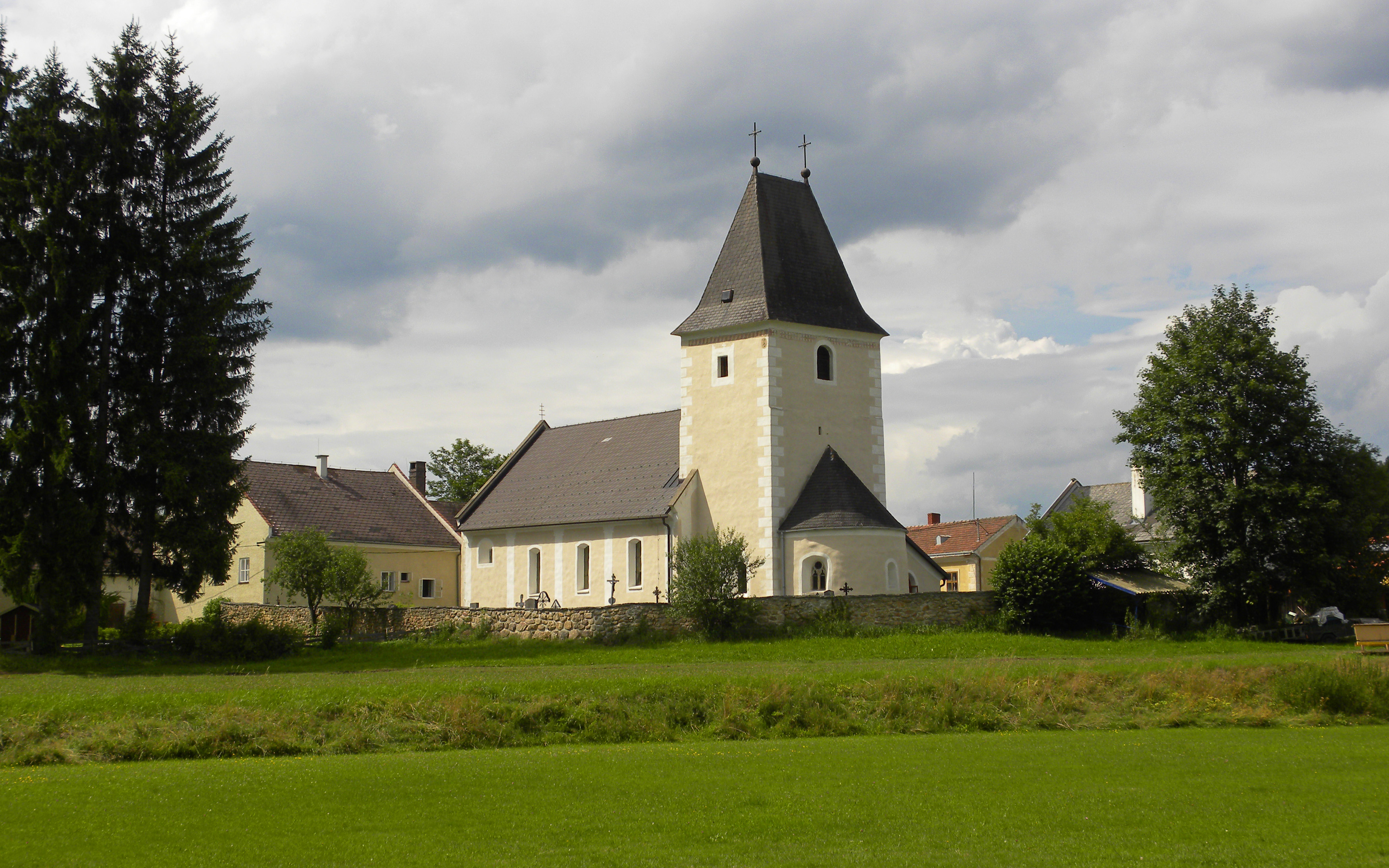
Pfarrkirche Oberkirchen

- Katholische Pfarrkirche Oberkirchen hl. Nikolaus: Die Kirche mit dem gedrungenen romanischen Turm wurde in der ersten Hälfte des 15. Jahrhunderts zu einer gotischen Hallenkirche ausgebaut.

## Wirtschaft und Infrastruktur

### Bodennutzung
Die Katastralgemeinde ist landwirtschaftlich geprägt. 38 Hektar wurden zum Jahreswechsel 1979/1980 landwirtschaftlich genutzt und 13 Hektar waren forstwirtschaftlich geführte Waldflächen. 1999/2000 wurde auf 33 Hektar Landwirtschaft betrieben und 17 Hektar waren als forstwirtschaftlich genutzte Flächen ausgewiesen. Ende 2018 waren 29 Hektar als landwirtschaftliche Flächen genutzt und Forstwirtschaft wurde auf 18 Hektar betrieben. Die durchschnittliche Bodenklimazahl von Oberkirchen beträgt 17,1 (Stand 2010).